# Кархула
Ка́рхула (фин. Karhula) — район города Котка в провинции Кюменлааксо, ранее посёлок городского типа (фин. kauppala) в провинции Кюменлааксо губернии Кюми.
Кархула была самостоятельной общиной Кюменлааксо с 1951 по 1976 год. В 1977 году Кархула одновременно с общиной Кюми объединились с городом Котка.
Соседними волостями Кархула были Котка, Кюми и Вехкалахти.
Церковно Кархула принадлежала к приходу Кими. Церковь Кюми, построенная в 1850 году, и приходской дом, построенный в 1930 году, расположены в Кархуле.